# Буи (Кот-д’Ор)
Буи́ (фр. Bouix) — коммуна во Франции, находится в регионе Бургундия. Департамент коммуны — Кот-д’Ор. Входит в состав кантона Лень. Округ коммуны — Монбар.
Код INSEE коммуны — 21093.

## Население
Население коммуны на 2010 год составляло 159 человек.
| 1962 | 1968 | 1975 | 1982 | 1990 | 1999 | 2010 |
| ---- | ---- | ---- | ---- | ---- | ---- | ---- |
| 196  | 196  | 195  | 179  | 181  | 187  | 159  |

## Экономика
В 2010 году среди 99 человек трудоспособного возраста (15—64 лет) 69 были экономически активными, 30 — неактивными (показатель активности — 69,7 %, в 1999 году было 72,8 %). Из 69 активных жителей работали 65 человек (35 мужчин и 30 женщин), безработных было 4 (2 мужчин и 2 женщины). Среди 30 неактивных 9 человек были учениками или студентами, 12 — пенсионерами, 9 были неактивными по другим причинам.